# Dripcevo, Haskovo
Dripcevo (în bulgară Дрипчево) este un sat în comuna Harmanli, regiunea Haskovo,  Bulgaria. 

## Demografie
La recensământul din 2011, populația satului Dripcevo era de 30 locuitori. Din punct de vedere etnic, majoritatea locuitorilor (100,0%) erau bulgari.